# Paleocen

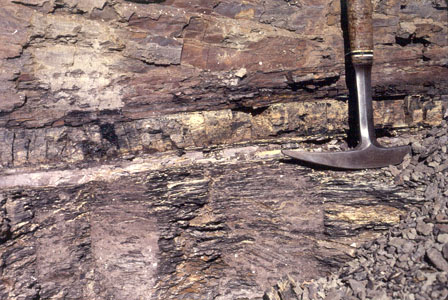
Stratul-reper subțire între cretacic și paleogen

Paleocenul este epoca geologică care a început acum 66 milioane de ani și s-a încheiat acum 56 de milioane de ani. Este prima epocă a perioadei paleogene din era cenozoică curentă. Numele provine din îmbinarea cuvântului grecesc vechi palaios „vechi” cu denumire epocii ulterioare, eocenul, și înseamnă „cea mai veche parte a eocenului”. Între cretacic și paleogen există peste tot în lume un strat subțire argilos reper, de câțiva centimetri, foarte bogat în iridiu, format în urma depunerii de praf produs de impactul asteroidului, acum cca. 66 milioane de ani.
Epoca este încadrată de două evenimente majore din istoria Pământului. Extincția K-Pg, provocată de un impactul unui asteroid (impactul Chicxulub) și posibil de vulcanism (Deccan Traps), a marcat începutul paleocenului și a ucis 75% dintre specii, dintre care cei mai cunoscuți dinozaurii non-aviari. Sfârșitul epocii a fost marcat de maximul termic paleocen-eocen (PETM), care a fost un eveniment climatic major în care aproximativ 2.500-4.500 de gigatone de carbon au fost eliberate în atmosferă și sistemele oceanice, provocând o creștere a temperaturii globale și acidificarea oceanelor.
În paleocen, continentele din emisfera nordică erau încă conectate prin intermediul unor istmuri; iar America de Sud, Antarctica și Australia nu se despărțiseră încă complet. Munții Stâncoși erau în proces de ridicare, Americile nu se uniseră încă prin Istmul Panama, Placa Indiană începuse coliziunea cu Asia, iar Provincia Ignee a Atlanticului de Nord se forma în cadrul celui de-al treilea eveniment magmatic ca mărime din ultimii 150 de milioane de ani. În oceane, circulația termohalină era probabil foarte diferită de ceea ce este astăzi, cu downwellings care aveau loc în Pacificul de Nord, mai degrabă decât în Atlanticul de Nord, iar densitatea apei fiind determinată mai mult de salinitate, decât de temperatură.
Extincția K-Pg a provocat schimbarea speciilor de plante și animale, speciile abundente anterior fiind înlocuite cu altele mai puțin răspândite. În paleocen, cu o temperatură medie globală de aproximativ 24-25 °C, comparativ cu 14 °C în vremuri mai recente, Pământul a avut un climat de seră fără calote glaciare la poli, la fel ca în mezozoicul precedent. Ca atare, existau păduri în întreaga lume, inclusiv la poli, dar care aveau un număr scăzut de specii de plante și erau populate în principal de creaturi mici, care evoluau rapid pentru a profita de Pământul recent pustiit. Deși unele animale au atins dimensiuni mari, cele mai multe au rămas destul de mici. Pădurile au devenit destul de dese datorită absenței ierbivorelor mari. Mamiferele s-au înmulțit în paleocen, iar cele mai timpurii mamifere placentare și marsupiale sunt înregistrate în această epocă, însă majoritatea taxonilor din paleocen prezintă descendență ambiguă. În mări, peștii actinopterigieni dominau oceanele deschise și ecosistemele recifale în recuperare.